# Anecphora raatzbrockmanni
Anecphora raatzbrockmanni är en insektsart som beskrevs av Schmidt 1924. Anecphora raatzbrockmanni ingår i släktet Anecphora och familjen lyktstritar. Inga underarter finns listade i Catalogue of Life.